# Radzyń Podlaski
Radzyń Podlaski är en stad i Lublins vojvodskap i östra Polen. Radzyń Podlaski, som erhöll stadsprivilegier år 1468, hade 16 122 invånare år 2014.